# Royaume-Uni au Concours Eurovision de la chanson 1993
Le Royaume-Uni était représenté au Concours Eurovision de la chanson 1993 par la chanteuse Sonia Evans avec la chanson "Better the Devil You Know". Elle a été choisi dans le cadre d'une sélection interne est la chanson pendant le processus de sélection nationale dans l'émission A Song for Europe et s'est classé deuxième à l'Eurovision, recevant 164 points.

## Avant l'Eurovision

### Sélection
Une liste restreinte d'artistes inclus par la BBC a été présentée aux chefs de délégation de chaque pays participant au concours Eurovision de la chanson qui ont finalement sélectionné le participant britannique. Sonia a été révélée par la BBC comme la candidate britannique au Concours Eurovision de la chanson 1993. La branche britannique de l'International Eurovision Fan Club (OGAE) avait mené un sondage fin 1991, demandant aux membres de désigner quel chanteur ils aimeraient voir représenter le Royaume-Uni au concours. Sonia a été la grande gagnante de ce sondage, annoncé au début de 1992.

### A Song for Europe 1993
Deux chansons ont été présentées lors de chacune de quatre émissions sur BBC1 entre le 14 mars et le 4 avril 1993. La finale, organisée au BBC au Television Center à Londres et animée par Terry Wogan, a été filmée plus tôt le 8 Avril 1993 et télévisé le 9 avril 1993. L'émission a été diffusée sur BBC1 et BBC Radio 2 avec les commentaires de Ken Bruce. Un vote télévisé public a sélectionné la chanson gagnante, Better the Devil You Know, qui a été révélée lors d'une émission distincte diffusée sur BBC1 et animée par Terry Wogan.
| Ordre | Chanson                        | Auteur(s) compositeur(s)                         | Télévote | Place |
| ----- | ------------------------------ | ------------------------------------------------ | -------- | ----- |
| 1     | "A Little Love"                | Ian Curnow, Phil Harding, Shaun Imrei            | 55,053   | 4     |
| 2     | "I'm Gonna Put a Spell on You" | Shaun Imrei, Graham Stack                        | 27,795   | 6     |
| 3     | "Life After Love"              | David Harwood-Smith, Roger Graham Taylor         | 38,308   | 5     |
| 4     | "It's Just a Matter of Time"   | Alan Glass, Gary Benson                          | 18,251   | 8     |
| 5     | "Better the Devil You Know"    | Dean Collinson, Brian Teasdale                   | 156,955  | 1     |
| 6     | "Our World"                    | Johnny Warman, Nick Graham                       | 77,695   | 2     |
| 7     | "So Much of Your Love"         | Pat McGlynn, Jane Andrews                        | 70,454   | 3     |
| 8     | "Trust"                        | Simon Stirling, Geoffrey Williams, Phil Manikiza | 26,745   | 7     |

Sonia a sorti la chanson gagnante sur un single vinyle Arista de 7", un single de 12", un CD single et une cassette, atteignant la 15 place dans le classement des singles britanniques. Les quatre meilleures chansons ont été incluses dans son album Better The Devil You Know, sorti par Arista juste après la finale de l'Eurovision. L'album a culminé au no. 32 dans le classement des albums britanniques. Les quatre morceaux restants ne sont sortis dans aucun format officiel.

## À l'Eurovision
Le concours de 1993 s'est déroulé au Green Glens Arena à Millstreet en Irlande, le 15 mai. Sonia Evans interprète Better the Devil You Know en 19e position, après la Bosnie-Herzégovine et avant les Pays-Bas. Au terme du vote final, le Royaume-Uni termine 2e sur 25 pays avec 164 points.
Elle a reçu des points de tous les pays à l'exception de la Grèce et de Malte.
Le jury britannique a attribué ses 12 points au vainqueur du concours, l'Irlande.

### Vote
| Score     | Pays                                                  |
| --------- | ----------------------------------------------------- |
| 12 points | - Autriche - Belgique - Islande - Israël              |
| 10 points | - Croatie - Slovénie - Suède                          |
| 8 points  | - Danemark - Irlande - Luxembourg - Norvège - Turquie |
| 7 points  | Portugal                                              |
| 6 points  | - France - Allemagne                                  |
| 5 points  | - Finlande - Espagne - Suisse                         |
| 4 points  | - Chypre - Pays-Bas                                   |
| 3 points  | Bosnie-Herzégovine                                    |
| 2 points  |                                                       |
| 1 point   | Italie                                                |

| Score     | Pays     |
| --------- | -------- |
| 12 points | Irlande  |
| 10 points | Suisse   |
| 8 points  | Croatie  |
| 7 points  | Suède    |
| 6 points  | Malte    |
| 5 points  | Chypre   |
| 4 points  | France   |
| 3 points  | Autriche |
| 2 points  | Islande  |
| 1 point   | Portugal |